# 布拉德·鲍登
布拉德·鲍登（英語：Brad Bowden，1983年5月26日—），加拿大男子轮椅篮球、冰橇冰球运动员。他曾代表加拿大参加2004年夏季残疾人奥林匹克运动会、2002年、2006年、2010年和2014年冬季残疾人奥林匹克运动会，获得二枚金牌、一枚银牌和一枚铜牌。